# Manzaneda (San Martín de Abajo)
Manzaneda (llamada oficialmente San Martiño de Manzaneda) es una parroquia, una villa y una entidad de población del municipio español de Manzaneda, en la provincia de Orense, Galicia.

## Toponimia
La parroquia también es conocida por los nombres de San Martín de Abajo de Manzaneda y San Martiño de Abaixo de Manzaneda.

## Organización territorial
La parroquia está formada por tres entidades de población:
- Manzaneda, formado por la unión de los lugares de:[5]
  - El Poblado (O Poboado)
  - Manzaneda

## Demografía

### Parroquia y villa
Gráfica demográfica de la villa y parroquia de Manzaneda según el INE español:
| Gráfica de evolución demográfica de Manzaneda entre 2000 y 2022 |
|                                                                 |
| Datos según el nomenclátor publicado por el INE.                |

### Entidad de población
| Gráfica de evolución demográfica de Manzaneda (entidad de población) entre 2000 y 2022 |
|                                                                                        |
| Datos según el nomenclátor publicado por el INE.                                       |